# Animalize
《Animalize》는 미국의 하드 록 밴드 키스의 열두 번째 스튜디오 음반이다. 1984년 9월 13일, 머큐리 레코드에 의해 발매되었다. 이 음반은 1984년 4월, 비니 빈센트를 대신한 리드 기타리스트 마크 세인트 존의 유일한 참여작이었다.

## 배경
음반 발매 당시 진 시몬스는 연주 경력을 쌓고 있었다. 따라서 폴 스탠리는 주로 음반의 제작과 연출을 담당했다.
새로운 기타리스트 마크 세인트 존은 음반을 녹음할 때 록맨 기어를 사용했으며 녹음에서 "보스턴" 사운드를 빼내기 위해 무거운 등호가 사용되었다고 말했다.
세인트 존은 반응성 관절염 진단을 받은 후 이어지는 투어 동안 키스를 떠나야만 했다. 1984년 11월, 그는 2년 만에 그룹을 탈퇴한 세 번째 리드 기타리스트가 되었다. 《Animalize》가 무엇을 의미하느냐는 질문에 스탠리는 사람들이 컴퓨터와 더 가까워지기 시작했고 "버튼을 눌러 음악을 만드는 것"은 재미가 없다고 말했다.

## 평가
| 전문가 평가     | 전문가 평가 |
| 평가 점수       | 평가 점수   |
| 출처            | 점수        |
| --------------- | ----------- |
| Metal Nightfall | [ 5 ]       |
| Vista Records   | [ 6 ]       |
| AllMusic        | [ 2 ]       |
| Rolling Stone   | [ 7 ]       |

《Lick It Up》으로 시작된 키스의 상업적 부활의 연속에서 《Animalize》는 미국 음반 산업 협회로부터 플래티넘 인증을 받았다. 이 음반은 1979년 《Dynasty》 이후 가장 많이 팔린 키스 음반이었다.
그러나 비평가들과 오랜 팬들은 《Animalize》의 글램 메탈 스타일을 향한 밴드의 지속적인 움직임을 비난했다. 시몬스는 여러 가지 이유로 이 기간 동안 밴드 동료들과 점점 더 많은 갈등을 겪었는데, 그 대부분은 밴드에 대한 헌신 부족과 블랙 앤 블루(당시 토미 셰이어의 멤버였던)와 같은 다른 록 그룹들을 제작하고 관리하는 것을 포함한 수많은 외부 프로젝트에 몰두한 것이 주된 이유였다. 《트릭 오어 트리트》 (라디오 DJ 역), 《런어웨이》의 공동 주연, 그리고 다양한 비즈니스 사업과 같은 영화에서 비트 파트를 맡았다.
〈Heaven's on Fire〉는 80년대 이후 밴드의 라이브 세트리스트에서 살아남은 유일한 곡들 중 하나이자 이 음반의 가장 큰 히트를 기록했고, 뮤직 비디오는 MTV의 로테이션이 심했다. 이것은 또한 마크 세인트 존의 유일한 뮤직 비디오 출연이기도 하다.

## 곡 목록
| #  | 제목                                | 작사·작곡                  | 리드 보컬 | 재생 시간 |
| -- | ----------------------------------- | -------------------------- | --------- | --------- |
| 1. | 〈I've Had Enough (Into the Fire)〉 | 폴 스탠리, 데스몬드 차일드 | 스탠리    | 3:52      |
| 2. | 〈Heaven's on Fire〉                | 스탠리, 차일드             | 스탠리    | 3:21      |
| 3. | 〈Burn Bitch Burn〉                 | 진 시몬스                  | 시몬스    | 4:42      |
| 4. | 〈Get All You Can Take〉            | 스탠리, 미치 와이즈먼      | 스탠리    | 3:44      |
| 5. | 〈Lonely Is the Hunter〉            | 시몬스                     | 시몬스    | 4:28      |

| #  | 제목                      | 작사·작곡               | 리드 보컬 | 재생 시간 |
| -- | ------------------------- | ----------------------- | --------- | --------- |
| 6. | 〈Under the Gun〉         | 스탠리, 에릭 카, 차일드 | 스탠리    | 4:01      |
| 7. | 〈Thrills in the Night〉  | 스탠리, 진 보부아르     | 스탠리    | 4:21      |
| 8. | 〈While the City Sleeps〉 | 시몬스, 와이즈먼        | 시몬스    | 3:41      |
| 9. | 〈Murder in High-Heels〉  | 시몬스, 와이즈먼        | 시몬스    | 3:52      |

## 인증
| 국가                       | 인증     | 판매량/출하량 |
| -------------------------- | -------- | ------------- |
| 캐나다 (뮤직 캐나다)       | 플래티넘 | 100,000^      |
| 핀란드 (Musiikkituottajat) | 골드     | 25,000        |
| 미국 (RIAA)                | 플래티넘 | 1,000,000^    |
| ^출하량을 기반으로 한 인증 |          |               |